# Túnel de Niefla
La microrreserva del Túnel de Niefla es un espacio natural español ubicado en el sur de la provincia de Ciudad Real. Es un destacado refugio de quirópteros.

## Ubicación
El túnel de Niefla se encuentra en lo alto  del puerto del mismo nombre, entre la sierra de Alcudia y la sierra del Rey, en la zona suroccidental de la provincia de Ciudad Real, en la comunidad autónoma de Castilla-La Mancha. La microrreserva se encuentra ubicada dentro de un área protegida de mayor superficie, el parque natural del Valle de Alcudia y Sierra Madrona.

## Estatus y extensión
El lugar fue declarado como microrreserva el 3 de septiembre de 2002, mediante un decreto publicado el día 25 de ese mismo mes en el Diario Oficial de Castilla-La Mancha, con la rúbrica del presidente de la comunidad autónoma, José Bono, y del consejero de Agricultura y Medio Ambiente, Alejandro Alonso Núñez.
La microrreserva engloba el interior del túnel del mismo nombre, localizado en las inmediaciones del puerto de Niefla, en el límite entre los términos municipales de Brazatortas y Almodóvar del Campo, abierto por una línea de ferrocarril y actualmente en desuso, además de una superficie de planta circular de 30 m de radio a partir del centro de cada una de las bocas del túnel. De la superficie así definida se excluyen los terrenos de dominio público de la carretera N-420.

## Fauna
Su importancia se debe a que es el refugio invernal de quirópteros más importante de Castilla-La Mancha, y uno de los mejores de España. Alberga especies como Miniopterus schreibersi, Myotis blythii, Myotis myotis, Myotis emarginata, Rhinolophus mehelyi, Rhinolophus hipposideros, Rhinolophus ferrumequinum y Rhinolophus euryale. Se han contabilizado más de 5400 individuos durante la invernada y hasta 700 durante los pasos primaveral y otoñal.
Es el mejor refugio invernal en España, y probablemente en Europa, para Rhinolophus mehelyi. También es el mejor refugio español para la invernada de Rhinolophus ferrumequinum y Rhinolophus euryale, y el segundo mejor de la comunidad autónoma para Miniopterus schreibersi, tras el túnel del Torozo en Toledo.